# Rani Pokhari Corner Team
Maillots
Le Rani Pokhari Corner Team (en népalais : आरसीटि क्लब), plus couramment abrégé en Rani Pokhari Corner, est un club népalais de football fondé en 1932 et basé à Katmandou, dans le quartier de Rani Pokhari (qui se traduit par « l'étang de la reine »).
Le club est le plus ancien du pays.

## Palmarès
| Compétitions nationales                                                                     |
| ------------------------------------------------------------------------------------------- |
| - Championnat du Népal (6) : - Champion : 1971-72, 1972-73, 1973-74, 1979, 1981-82 et 1984. |